# Argyrogrammana trochilia
Argyrogrammana trochilia is een vlindersoort uit de familie van de prachtvlinders (Riodinidae), onderfamilie Riodininae.
Argyrogrammana trochilia werd in 1851 beschreven door Westwood.